# Willem van Eelen
Willem van Eelen (4 juli 1923 – 24 februari 2015) was een Nederlandse arts en onderzoeker. Hij wordt beschouwd als grondlegger van kweekvlees.

## Biografie
Van Eelen werd als zoon van een arts in Nederlands-Indië geboren. Hij diende daar in het leger tijdens de Tweede Wereldoorlog. Toen de Nederlandse kolonie - het huidige Indonesië - werd bezet door Japan, werd Van Eelen gevangen genomen en bracht hij de rest van de oorlog door in diverse krijgsgevangenenkampen.
Na de oorlog studeerde Van Eelen medicijnen (en later psychologie) aan de Universiteit van Amsterdam. Tijdens een weefselkweek college in 1948 ontstond voor het eerst zijn idee om vlees in een laboratorium, dus buiten een lichaam, te kweken. Dit idee werd mede getriggerd door zijn eerdere ervaringen met honger en zijn ontberingen als krijgsgevangene.
Nadat zijn vrouw Angelica von Sültemeijer op 42-jarige leeftijd in 1975 aan kanker stierf, zocht Van Eelen naar alles wat haar dood had kunnen voorkomen. Hij stuitte daarbij op stamcelonderzoek. Toen vielen de benodigde puzzelstukken voor het anders produceren van vlees op zijn plaats. Medische technieken zouden ingezet kunnen worden voor het maken van consumptievlees. Van Eelen zag dat als een alternatief voor een bio-industrie waarin vlees geproduceerd wordt met schade en leed voor dieren, mensen en het milieu. Kweekvlees zou in zijn ogen ook een antwoord zijn op de stijgende vraag naar vlees van een groeiende wereldbevolking. Rond 1980 ging hij met dit idee aan de slag en benaderde diverse wetenschappers, universiteiten en organisaties.
In 1993 kwam een eerste rapport uit waarin de mogelijkheid om kweekvlees te maken, produceren en commercialiseren, als reëel toekomstperspectief werd beschreven. Van Eelen was de opdrachtgever, het onderzoek werd gefinancierd door Maarten Woud. 
Op 18 december 1997 diende Van Eelen de eerste patenten in voor de productie van vlees uit (stam)cellen buiten een dier. De patenten werden op schrift gesteld door bioloog Christine Mummery en deels gefinancierd door Willem van Kooten. De patenten waren nodig om investeerders aan te trekken. Van Eelen verwierf de patenten in 1999. Hij was toen 75 jaar.
Kort na 2000 kreeg hij van de Nederlandse overheid de eerste subsidie van € 2.200.000 voor verder kweekvleesonderzoek. Een team van drie universiteiten - de Universiteit van Amsterdam, Universiteit van Utrecht en Radboud Universiteit - en het vleesverwerkend bedrijf Sara Lee werkten mee. Na het verkrijgen van de consortiumsubsidie verkocht Van Eelen - in de overtuiging dat het kweekvlees snel leverbaar zou worden - 2500 kilo kweekvlees aan Albert Heijn. Hij heeft dat echter nooit kunnen leveren omdat onderzoek veel langzamer ging dan hij verwachtte.
Toen het geld opraakte, werd het onderzoek stilgelegd. De Universiteit Maastricht wist echter een anonieme buitenlandse investeerder (later onthuld als Sergey Brin) aan te trekken en het onderzoek voort te zetten. Mark Post presenteerde in 2013 de eerste kweekvlees hamburger in Londen, met een kostprijs van 250.000 euro per ons. In 2015 richtte Mark Post samen met voedseltechnoloog Peter Verstrate, die elkaar binnen het consortium hadden leren kennen, het kweekvleesbedrijf Mosa Meat op.
In 2014 kreeg Van Eelen een beroerte en werd hij opgenomen in het ziekenhuis. Hij overleed in 2015, op 91-jarige leeftijd. Hij heeft zelf nooit een stukje kweekvlees kunnen proeven, maar wel tal van wetenschappers en ondernemers geïnspireerd. Zijn dochter Ira van Eelen zet zijn visie voort o.a. als voorzitter van de Invitro Meat Foundation en als lid van de adviesraad van Eat JUST. Deze start-up in San Francisco heeft sinds 2017 Van Eelens patenten in bezit en presenteerde op 6 december 2020 de eerste, commercieel toegestane kipnuggets van Kweekvlees bij restaurant 1880 in Singapore onder de naam GOODmeat.